# Kiangan
Kiangan (Bayan ng Kiangan) är en kommun i Filippinerna. Kommunen ligger på ön Luzon, och tillhör provinsen Ifugao. Folkmängden uppgår till 14 099 invånare.
Kiangan är indelat i 14 barangayer.

## Bildgalleri

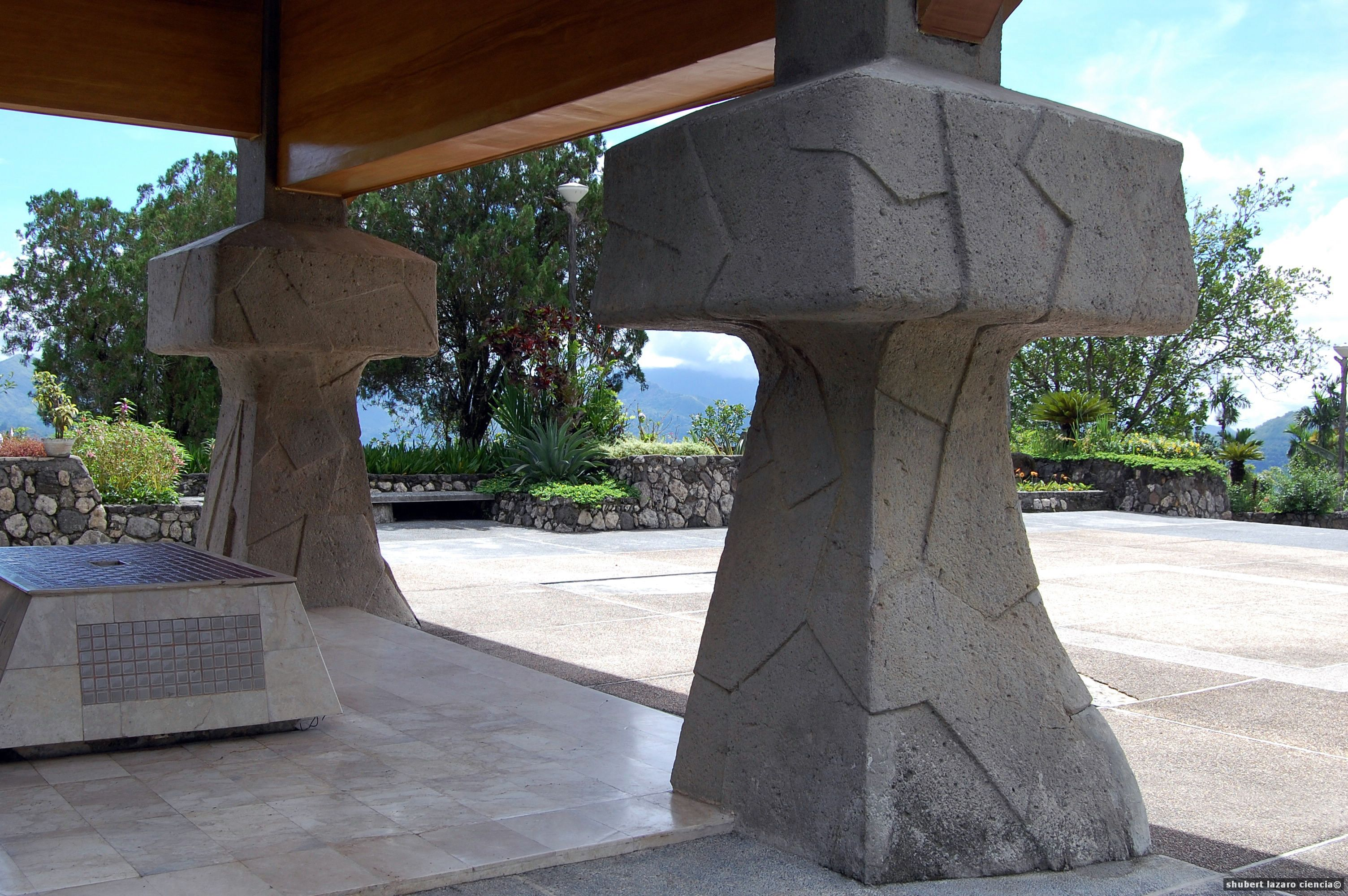
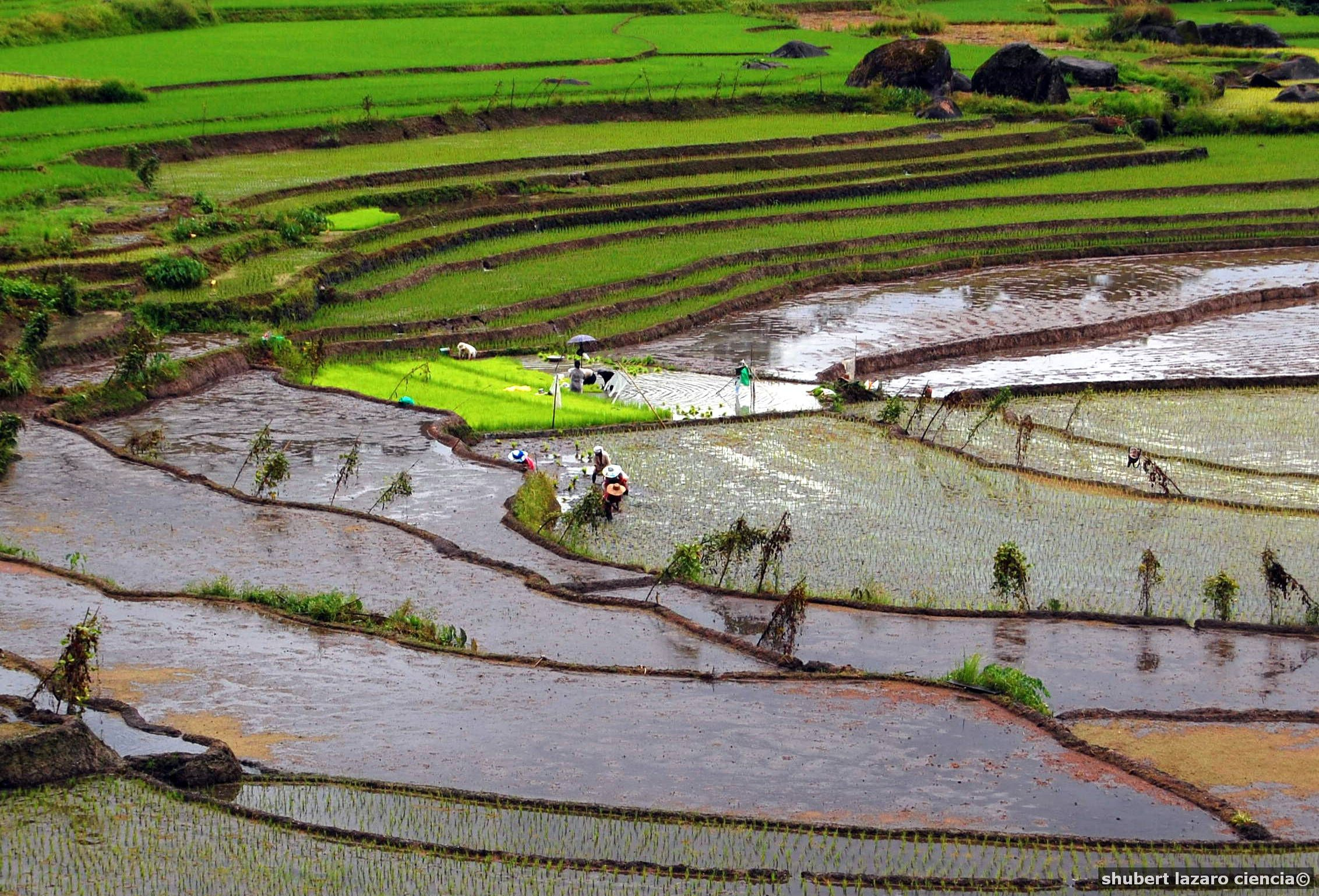